# مسجد الست نفيسة (بغداد)
مسجد الست نفيسة من مساجد بغداد القديمة والتراثية المشهورة، ومن المساجد التي بنيت قبل أكثر من قرن من الزمان في عهد الدولة العثمانية، ويقع في شارع حيفا في جانب الكرخ من مدينة بغداد، ويحوي مصلى واسع فيهِ غرفة للاعتكاف والخلوة، وغرفة أخرى تحوي قبور عدة ومنها قبر الشيخ داود أفندي وهو من أشهر مدرسي المدرسة الدينية التي كانت قائمة بالمسجد، ثم اغلقت في فترة الستينيات، وكانت في هذا المسجد سقاية ماء،
وتبلغ مساحتهُ الاجمالية أكثر من 600م2 تقريباً.